# Masakra
Masakra (с пол. — «Резня») — седьмой студийный альбом польской рок-группы Republika выпущенный в 1998 году. В этом альбоме группа использовала больше электронных инструментов. Единственное издательство заключающее все композиции из альбома в концертной версии, это Trójka Live! — Republika.

## Список композиций
1. «Masakra» — 3:47
2. «Mamona» — 3:38
3. «Odchodząc» — 3:57
4. «13 cyfr» — 4:44
5. «Przeczekajmy noc» — 4:14
6. «Sado-maso piosenka» — 3:14
7. «Raz na milion lat» — 5:06
8. «Gramy dalej» — 3:40
9. «Strażnik snu» — 4:11
10. «Koniec czasów» — 4:41

- Слова всех песен — Гжегож Цеховский
- К трекам «Mamona» и «Odchodząc» записанные видеоклипы

## Состав группы
- Гжегож Цеховский (пол. Grzegorz Ciechowski) — вокал, клавишные инструменты, флейта
- Збигнев Кживаньский (пол. Zbigniew Krzywański) — электрогитара, вокал, губная гармоника
- Лешек Бёлик (пол. Leszek Biolik) — бас-гитара
- Славомир Цесельский (пол. Sławomir Ciesielski) — барабаны, вокал

## Критика
По профессиональным рецензиям:
- Журнал «Machina» поставил альбому оценку  в 1998 году.[1]
- Журнал «Teraz rock» поставил оценку  в 1999 году.
- Сайт «ProgRock.pl» поставил оценку  в 2008 году.

Песни, которые попали в хит-парад под званием «Lista Przebojów Programu Trzeciego» (Список Хитов Третьего Канала)
| Год  | Звание            | Позиция |
| ---- | ----------------- | ------- |
| 1998 | Mamona            | 1       |
| 1999 | Odchodząc         | 3       |
| 1999 | Gramy dalej       | 6       |
| 1999 | Raz na milion lat | 2       |